# Câmpina
Câmpina alte Schreibweise Cîmpina ([ˈkɨmpina], Ausspracheⓘ) ist eine Stadt im rumänischen Kreis Prahova in der Region Walachei.

## Geographische Lage
Câmpina liegt in der Großen Walachei am Fluss Prahova in den südlichen Ausläufern der Karpaten. An der Europastraße 60 und der Bahnstrecke Ploiești–Brașov liegt die Stadt etwa 35 Kilometer nordwestlich von der Kreishauptstadt Ploiești entfernt.

## Geschichte
Câmpina wurde 1503 erstmals urkundlich erwähnt. Ende des 19. Jahrhunderts entwickelte sich die Stadt als Handelsstation an der Handelsroute zwischen Transsylvanien und der Walachei.
Um 1890 wurde Erdöl gefunden und 1895 die Raffinerie Fabrică nouă (Neue Fabrik) gebaut. Im 20. Jahrhundert entwickelte sich die petrochemische Industrie. Der Deutsche Kaiser Wilhelm II. besuchte Câmpina im Kriegsjahr 1917 und besichtigte die Ölfelder.
Ausgelöst durch den Ölboom zogen viele katholische Arbeiter mit ihren Familien in den Ort. 1906 erfolgte dann der Bau der katholischen Kirche, gestiftet von dem deutschen Bohringenieur Anton Raky.

## Bevölkerungsentwicklung
- 1900:  2500
- 1912:  8500
- 1950: 22.800
- 2002: 38.789
- 2011: 32.935
- 2021: 28.993

## Sehenswürdigkeiten
- Katholische Kirche
- Das Hasdeu-Museum im Castelul Iulia Hasdeu
- Das Grigorescu-Museum

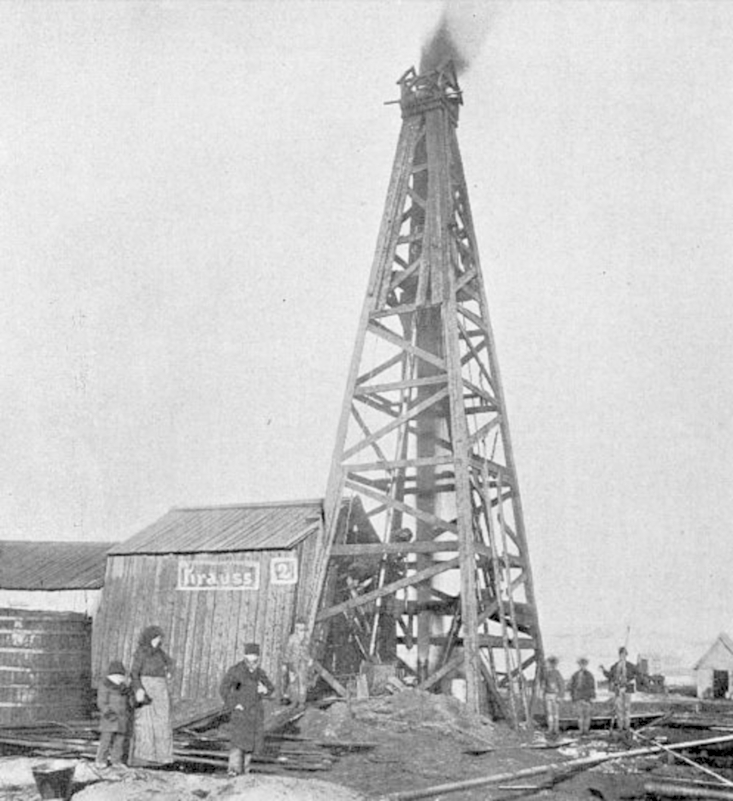
Bohrturm in Câmpina (1907)
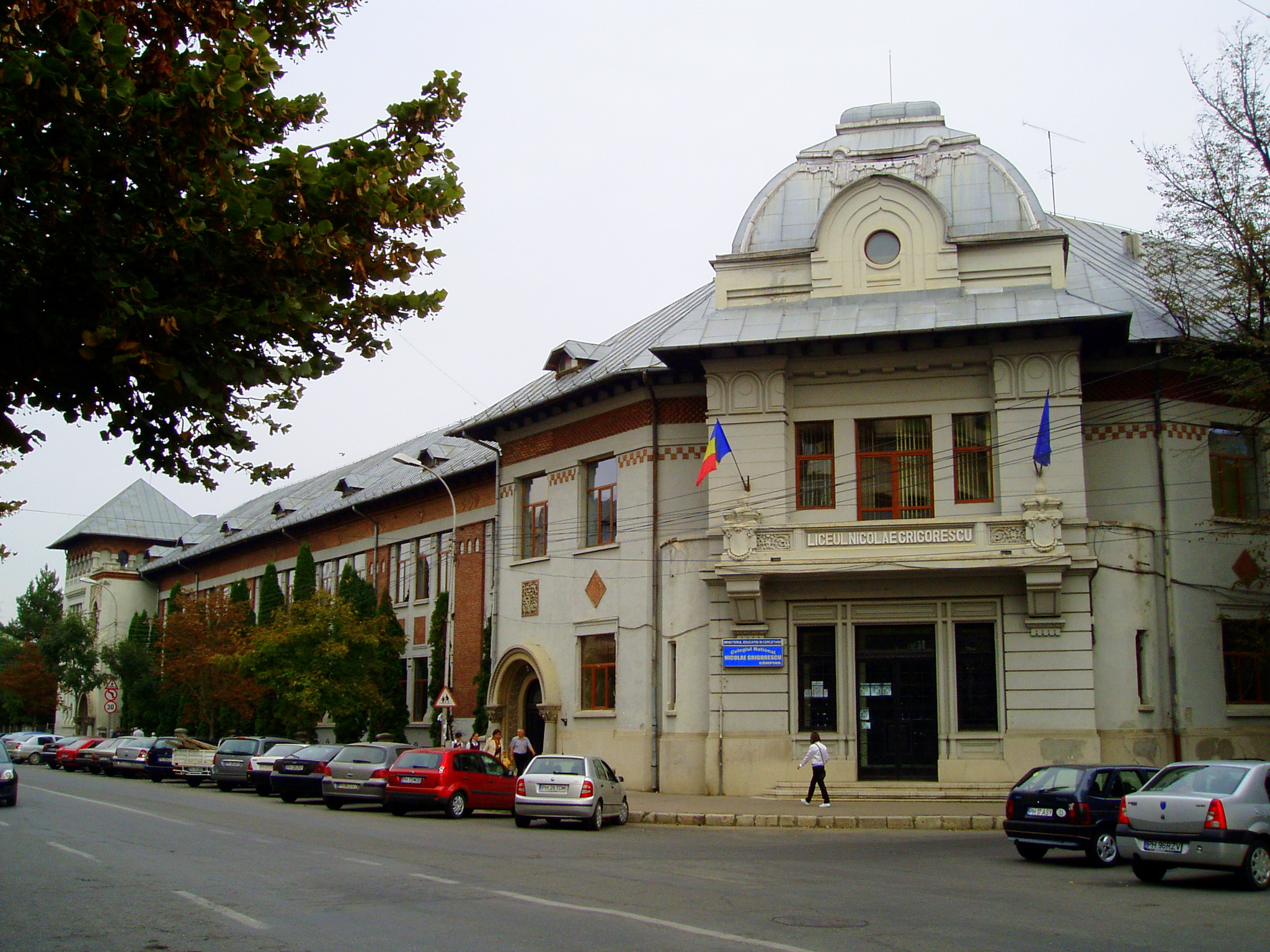
Das Nicolae Grigorescu Lyzeum
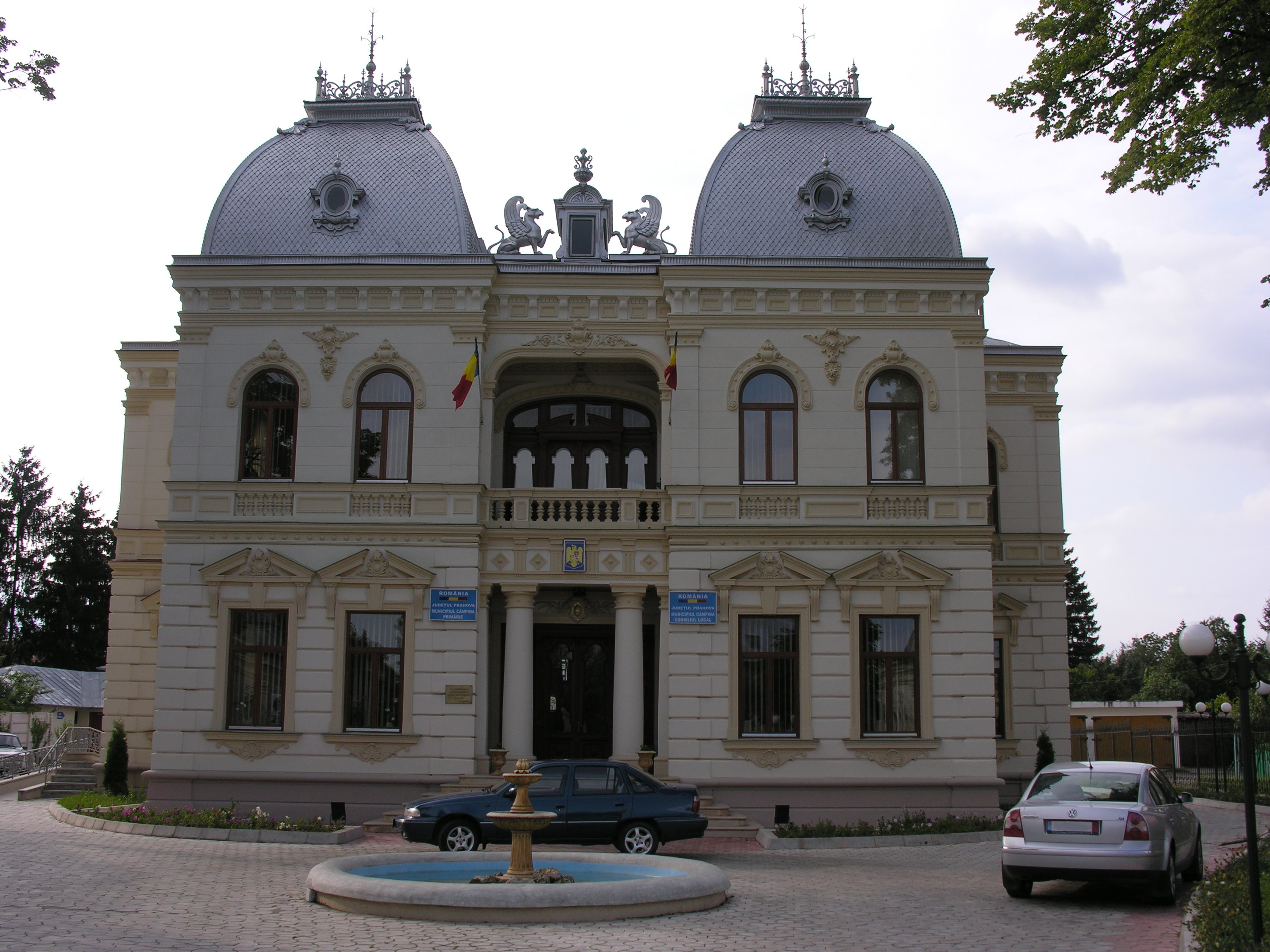
Das Bürgermeisteramt
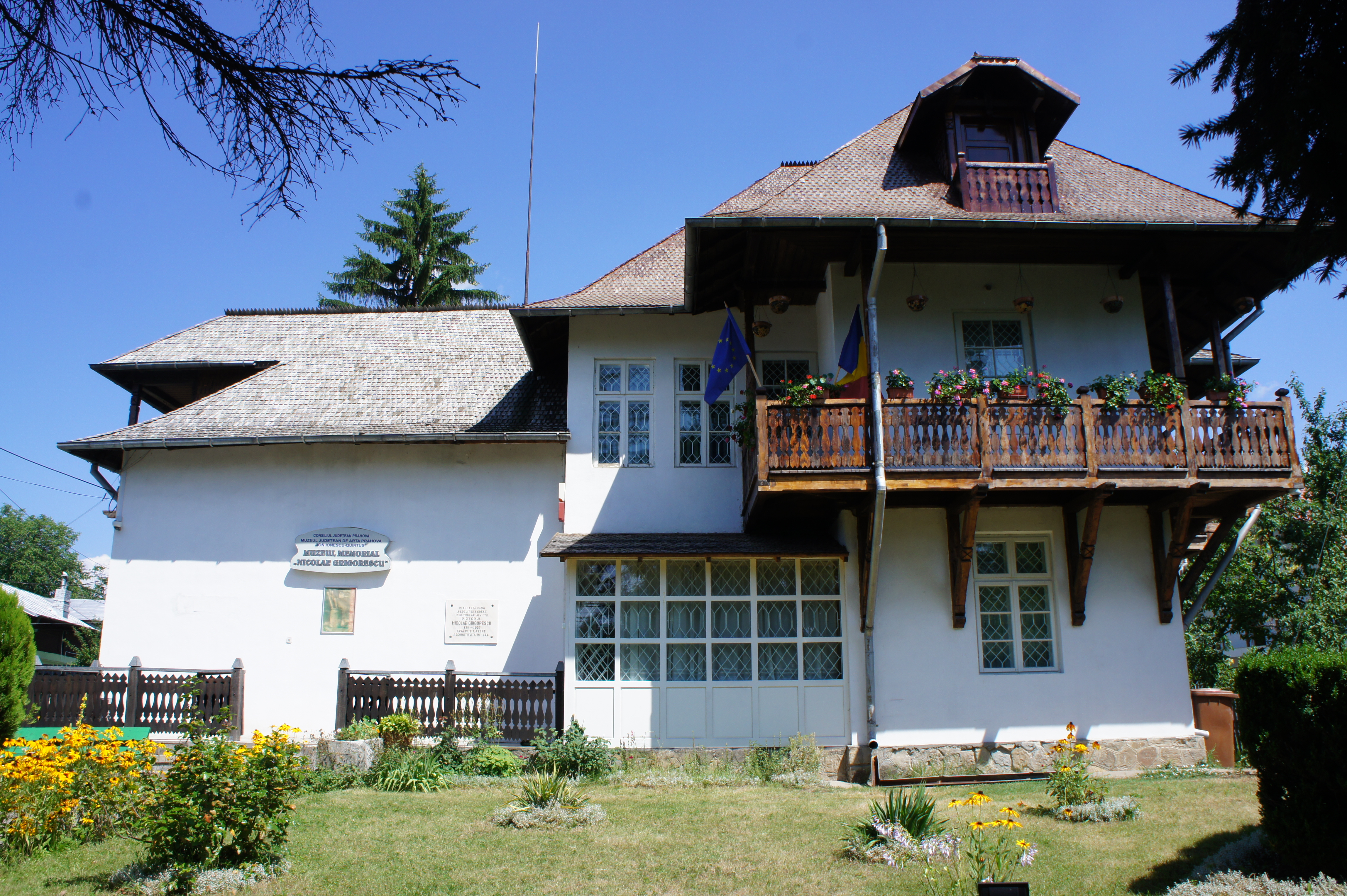
Das Grigorescu-Museum
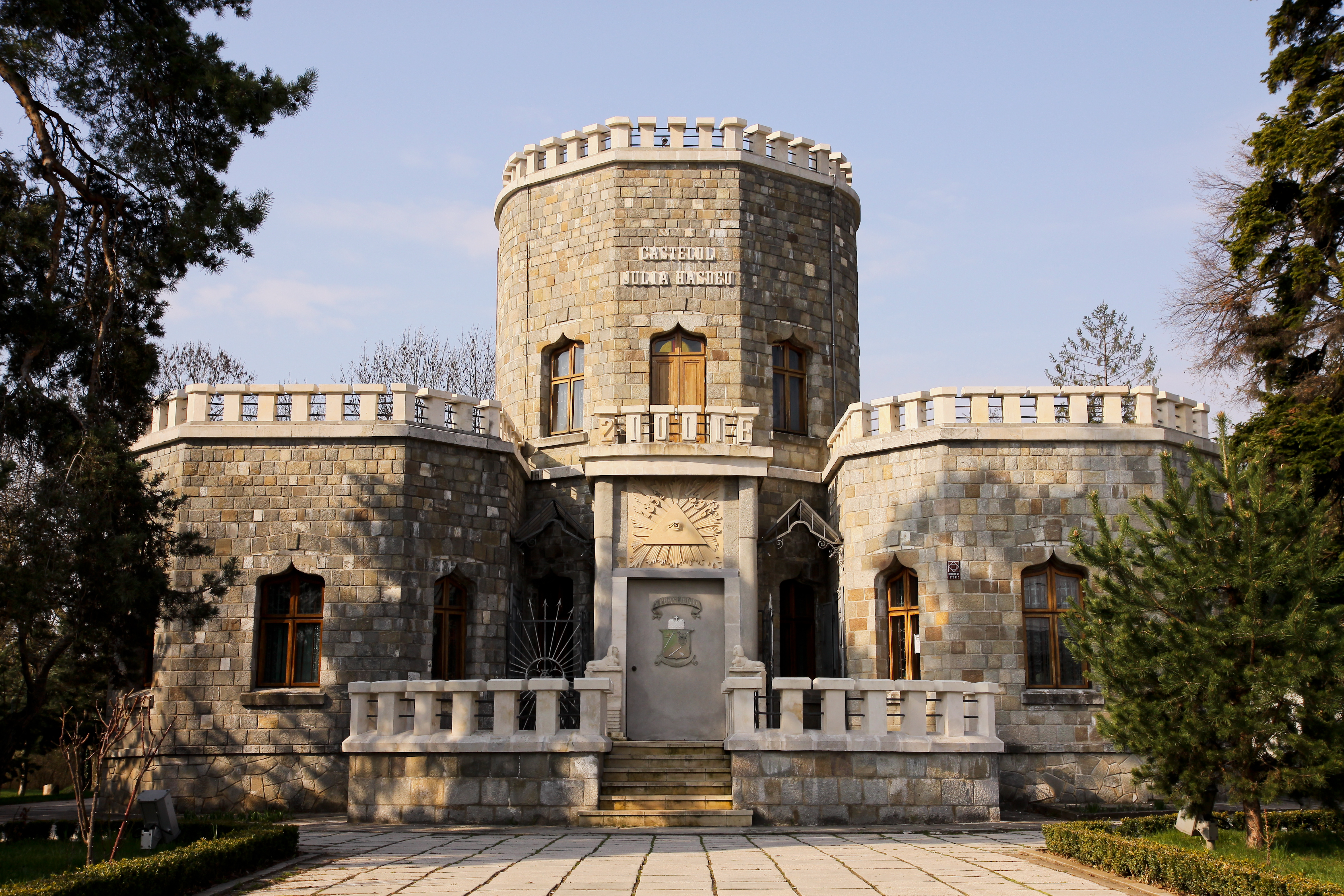
Das Iulia Hasdeu-Schloss

## Persönlichkeiten
- Bogdan Petriceicu Hasdeu (1838–1907), Politiker, Schriftsteller
- Nicolae Grigorescu (1838–1907), Maler
- Eugen Jebeleanu (1911–1991), Lyriker
- Ion Iosefide (1928–1999), Politiker und Diplomat
- Nicolae Georgescu (1936–1983), Fußballspieler
- Ioan Moisin (1947–2017), Politiker und Ingenieur
- Ioana Plăvan (* 1998), Speerwerferin